# 比尔 (默尔特-摩泽尔省)
比尔（法語：Bures，法語發音：[byʁ] ⓘ）是法国默尔特-摩泽尔省的一个市镇，属于吕内维尔区。

## 地理
比尔（48°41'39"N, 6°34'35"E）面积5.74 平方千米，位于法国大東部大區默尔特-摩泽尔省，该省份为法国东北部内陆省份，是洛林的一部分，北邻比利时、卢森堡，北起顺时针与摩泽尔省、下莱茵省、孚日省和默兹省接壤。
与比尔接壤的市镇（或旧市镇、城区）包括：阿拉库尔、巴泰莱蒙莱博泽蒙、埃纳梅尼勒、帕鲁瓦、小雷希库尔。

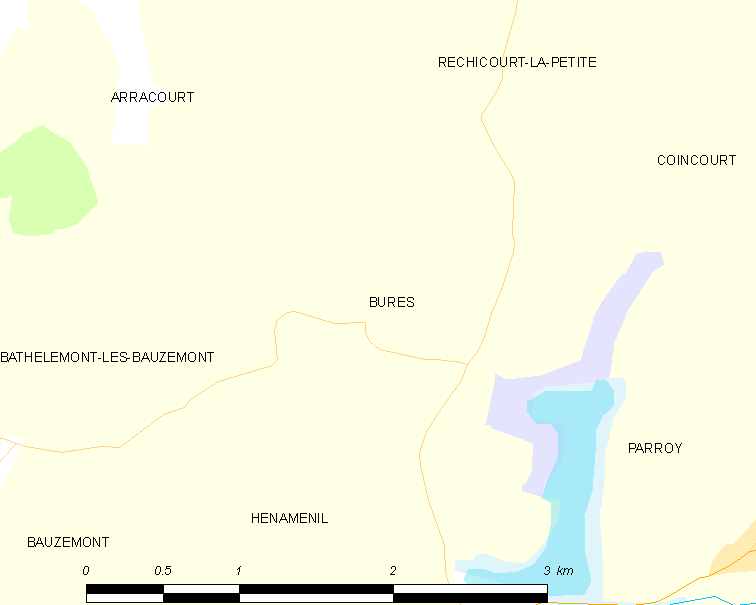
的OSM定位图

比尔的时区为UTC+01:00、UTC+02:00（夏令时）。

## 行政
比尔的邮政编码为54370，INSEE市镇编码为54106。

## 政治
比尔所属的省级选区为巴卡拉县。

## 人口

1962-2008年间人口变化图示

比尔于2022年1月1日时的人口数量为65人。